# Comportement sexuel situationnel
Le comportement sexuel situationnel est un comportement sexuel façonné par des circonstances particulières. Dans une certaine mesure, tous les comportements sexuels sont influencés par des facteurs situationnels, rendant le concept peu opérationnel. En fait, cette notion ne prend son sens qu'au sein de la tension entre essentialisme et constructivisme qui anime les idées sexologiques sur l'homosexualité situationnelle depuis le XIXe siècle.
Comme le note Michel Foucault dans son Histoire de la sexualité, les sciences psychiatriques en plein essor au XIXe siècle ont élaboré le concept d'homosexualité en le distinguant de celui, plus ancien, de la sodomie à travers une opposition entre maladie mentale permanente (homosexualité) et perversion morale passagère (sodomie). Ainsi, l'ouvrage de Richard von Krafft-Ebing Psychopathia sexualis paru en 1886 invente une différence entre les invertis, dont les penchants pour le même sexe seraient congénitaux (c.-à-d. innés), et les pervertis qui seraient plutôt mus par l'érotisme de la subversion des normes sociales, donc par un goût acquis. Les débats pour savoir si le goût pour le sexe entre hommes était plutôt inné ou acquis ragent pendant des décennies, et les idées de Sigmund Freud sur le sujet au XXe siècle se montrent influentes. Ses théories, dites psychanalytiques, ont notamment postulé l'existence de « pseudo-homosexuels » dont le comportement serait du à une perversité polymorphe (en), au contraire des « vrais homosexuels » qui auraient une « homosexualité latente ». Les explications freudiennes tombent cependant en désuétude dans les années 60, laissant place à un discours plus sociologique sur le sujet. La majeure partie des études se sont alors tournées vers la question de la sexualité en prison, en cherchant à trouver des causes aux relations érotiques et affectives entre hommes emprisonnés, en s'appuyant sur le modèle essentialiste de l'homosexualité devenu prédominant à travers les luttes pour les droits LGBT. La question principale sur le sexe entre prisonniers est ainsi devenue : pourquoi ces hommes normaux se mettent-ils à avoir des comportements déviants? Pour Jean-Sébastien Blanc, cette manière de tourner l'analyse n'est pas pertinente et sert surtout à maintenir l'hétéronormativité du concept d'homosexualité situationnelle, prégnante dans la société.
Au XXIe siècle, l'idée de l'homosexualité situationnelle est vivace dans la culture populaire, étant comme depuis un siècle auparavant associée dans les imaginaires aux milieux prolétaires exclusivement masculins comme ceux des marins, des soldats, ou des hobos, qui se retrouveraient privés de femmes et donc contraints par leur libido naturelle de se contenter d'hommes. De plus, elle joue un rôle important dans les fantasmes de gay for pay. L'hypothèse de l'homosexualité situationnelle en tant que comportement d'hommes hétérosexuels contraints par les circonstances de faire recours à un inverti passif est aussi ce qui permet de présenter la fréquentation d'homosexuels comme un danger de perversion pour les hommes hétéro, légitimant ainsi la panique homosexuelle masculine.
L'idée d'orientation sexuelle situationnelle est parfois employée pour expliquer divers phénomènes sociaux dans des sociétés non-occidentales, mais cet emploi analogique est généralement considéré par les spécialistes comme abusif et manquant de nuance.